# Anglicanorum coetibus
Anglicanorum coetibus (« À des groupes d’anglicans ») est une constitution apostolique qui crée une structure canonique spécifique destinée à accueillir et intégrer des institutions et groupes anglicans au sein de l'Église catholique romaine, tout en assurant « que soient maintenues au sein de l’Église catholique les traditions liturgiques, spirituelles et pastorales de la Communion anglicane, comme un don précieux qui nourrit la foi des membres de l’ordinariat et comme un trésor à partager » (AC, iii). 
Il est prévu de constituer un ordinariat personnel spécifique regroupant les fidèles et les institutions attachés à la tradition anglicane, sur le modèle utilisé pour les ordinariats militaires.[réf. nécessaire]
La constitution a été signée par le pape Benoît XVI le 4 novembre 2009, et publiée le 9 novembre, après avoir été annoncée le 20 octobre par le cardinal William Levada au cours d'une conférence de presse à Rome ; et conjointement par l'archevêque de Cantorbéry, Rowan Williams, et l'archevêque catholique de Westminster  Vincent Nichols, au cours d'une conférence de presse donnée à Londres.
En mars 2011, des luthériens ont demandé à bénéficier d'un dispositif semblable pour rentrer en pleine communion avec l'Église catholique.

## Contexte

### Les problèmes de doctrine et les groupes concernés
Certaines évolutions de la doctrine anglicane ont été refusées par différents groupes de fidèles, concernant les réformes liturgiques, l'acceptation de l'homosexualité, la place que doit recevoir la tradition, et surtout la question de l'ordination des femmes comme prêtres ou évêques. Plusieurs églises se sont ainsi formées, détachées de la communion anglicane, avec ou sans lien d'intercommunion entre elles : ce phénomène est appelé le mouvement anglican continué (Continuing Anglican movement). Plusieurs de ces églises sont regroupées au sein de la Traditional Anglican Communion (TAC).
Par ailleurs, au Royaume-Uni, certaines paroisses sont restées dans la communion anglicane, mais ont profité de la possibilité de recourir aux « Provincial episcopal visitors » (visiteurs épiscopaux provinciaux, populairement dénommés flying bishops, évêques volants). Cette hiérarchie épiscopale parallèle a été mise en place en 1994 pour les paroisses ne pouvant accepter en conscience l'ordination de femmes prêtres. L'extinction de ce régime d'exception est envisagée pour le synode général de 2010. La plupart des paroisses concernées adhèrent au mouvement Forward in Faith.
Enfin, aux États-Unis, plusieurs paroisses, voire des diocèses entiers, de l'Église épiscopalienne, ont cherché à changer d'obédience au sein de la communion anglicane. En effet cette église promeut une ouverture très grande pour l'accès au sacrement de l'ordre des femmes et des homosexuels, ce qui la met en délicatesse avec le reste de la Communion. Les paroisses et diocèses concernés ont cherché à rejoindre des églises aux vues plus traditionnelles ; ce mouvement est qualifié de "réalignement".

### Le parcours de la TAC
La « Traditional Anglican Communion » (TAC) a été formée en 1991 par la fédération de plusieurs églises en désaccord avec la communion anglicane sur un certain nombre de points. Le principal point d'achoppement a été l'ordination de femmes prêtres. D'autres points de désaccord portent sur les réformes liturgiques, l'acceptation de l'homosexualité, et la place que doit recevoir la tradition.
Des contacts entre la TAC et Rome existent depuis le début des années 1990. Le 5 octobre 2007, la TAC a formulé une demande de rattachement à l’Église catholique romaine sur le principe d’une communion pleine, entière et sacramentelle, marquée par l'acceptation et la signature du Catéchisme de l'Église catholique. La constitution apostolique Anglicanorum coetibus a souvent été présentée comme une réponse à cette demande spécifique. Cependant, d'autres groupes issus de la tradition anglicane ont également manifesté une attitude favorable à cette ouverture.

### L'usage anglican
À la fin des années 1970, plusieurs prêtres mariés membres de l'Église épiscopale des États-Unis d'Amérique émettent le souhait d'être reçus au sein de l'Église catholique en conservant des éléments de la liturgie anglicane. La Congrégation pour la doctrine de la foi publie en 1980 une "provision pastorale" autorisant l'ordination d'hommes mariés et la formation de paroisses personnelles, rattachées au diocèse catholique, mais qui peuvent utiliser un rite liturgique propre, l'usage anglican (Anglican Use). Dès lors, chaque année, un petit nombre de prêtres épiscopaliens, souvent mariés, demandera à entrer dans la communion de l'Église catholique en bénéficiant de ces dispositions. C'est le cas par exemple de l'évêque épiscopalien du Rio Grande, Jeffrey Steenson, en 2007.

### Les sollicitations des évêques anglais
En juillet 2008, peu après que le synode général de l'Église d'Angleterre a entériné le principe de l'ordination des femmes à l'épiscopat, l'évêque d'Ebbsfleet, Andrew Burnham, publie dans une tribune au Catholic Herald, un appel au pape et à la hiérarchie de l'Église catholique en Angleterre et au pays de Galles. Il indique être prêt pour sa part à se convertir au catholicisme. Mais il considère qu'il est de son devoir de pasteur de chercher à obtenir pour les fidèles dont il a la charge une solution globale, permettant à des groupes de convertis de continuer à célébrer la liturgie ensemble, en restant dans leurs églises. Dans une métaphore qui sera plusieurs fois reprise il indique « nous flottons dans l'eau, à la recherche d'un sauveteur »,.
L'année suivante, une rencontre  a eu lieu entre l'évêque de Fulham et président de Forward in Faith, John Broadhurst, et le cardinal Schönborn pour envisager la possibilité d'accueillir et intégrer des institutions et groupes anglicans au sein de l'Église catholique.

## Principales dispositions de la Constitution apostolique
La Constitution apostolique fournit un cadre à des prélatures personnelles (l'ordinariat) rattachées à un ordinaire, qui peuvent être établies par la Congrégation pour la doctrine de la foi dans le domaine géographique de compétence d'une conférence épiscopale, et après consultation de celle-ci.
Sur le plan canonique, l'ordinariat est assimilable à un diocèse. Il regroupe des fidèles laïcs, des membres du clergé, et des membres d'Institut de vie consacrée, initialement rattachés à la tradition anglicane, mais qui se sont placés en pleine communion avec l'église catholique romaine.

### Liturgie
Sans que soit exclue la possibilité de célébrer la liturgie suivant le rite romain, les membres de l'ordinariat ont le droit de célébrer l'Eucharistie, la Liturgie des Heures, et les autres célébrations liturgiques, en se conformant aux livres liturgiques propres à la tradition anglicane qui auront été approuvés par le Saint-Siège, afin de maintenir le plus possible la tradition spirituelle et liturgique anglicane.

### Organisation
Trois ordinariats ont été érigés à la suite de la constitution Anglicanorum coetibus :
- Notre-Dame-de-Walsingham, créé en janvier 2011, pour l'Angleterre et le pays de Galles ;
- Chaire-de-Saint-Pierre, créé en janvier 2012, pour les États-Unis d'abord, avant d'étendre son territoire au Canada ;
- Notre-Dame-de-la-Croix-du-Sud, créé en juin 2012, pour l'Australie.

L'ordinaire, après avoir entendu l'avis de l'évêque local, et avec le consentement du Saint-Siège, peut créer des paroisses personnelles pour les fidèles relevant de son ordinariat. Tous les cinq ans, l'ordinaire doit effectuer une visite ad limina pour présenter au pape (via la Congrégation pour la doctrine de la foi, et en concertation avec la Congrégation pour les évêques et la Congrégation pour l'évangélisation des peuples) un rapport sur l'état de son ordinariat.
Sur la base de critères objectifs, déterminés par l'ordinaire après consultation de la conférence épiscopale, et approuvés par le Saint-Siège, l'ordinaire peut présenter à l'approbation de Rome, au cas par cas, l'admission d'hommes mariés à la prêtrise, en dérogation au canon 277 du droit canonique. La règle générale est cependant que l'ordinaire n'admettra à ces fonctions que des hommes célibataires (CA vi§2).
L'ordinaire n'est pas nécessairement un évêque, il peut être un simple prêtre désigné par le souverain pontife ad nutum Sanctae Sedis, choisi sur la base de trois noms proposés par le conseil de gouvernement de l'ordinariat (Normes complémentaires, 4§1). Il s'agit là d'une disposition relativement spécifique : l'usage habituel veut que les ordinaires soient évêques. Dans le cas particulier d'Anglicanorum coetibus, cette possibilité que l'ordinaire puisse être simplement prêtre permet de nommer ordinaire d'anciens évêques anglicans mariés : en effet, s'il est possible, dans la tradition catholique romaine, que des clercs convertis issus d'une autre religion chrétienne permettant le mariage des prêtres puissent demeurer mariés tout en devenant prêtres catholiques, cette possibilité n'est pas ouverte aux évêques qui, comme dans l'église orthodoxe, doivent impérativement être célibataires. Ainsi, un évêque anglican marié se convertissant au catholicisme peut, tout en restant marié, devenir prêtre, mais pas évêque. La disposition particulière permet de maintenir un tel converti comme ordinaire, c'est-à-dire quasi-évêque, tout en préservant les usages traditionnels catholiques.
Le conseil gouvernement, que chaque ordinariat doit constituer, est constitué d'au moins six prêtres. Son rôle de base est celui que le code de droit canonique assigne au conseil presbytéral et au collège de consultants d'un diocèse. Il a des attributions complémentaires, précisées dans les Normes complémentaires, qui imposent de prendre son avis pour certaines actions (AC x§2).

### Instituts de vie consacrée anglicans
La constitution apostolique fournit un cadre juridique permettant à des communautés entières de rejoindre l'Église catholique : « Les instituts de vie consacrée issus de la Communion anglicane qui veulent entrer dans la pleine communion de l’Église catholique pourront également être placés sous la juridiction de l’ordinaire par consentement mutuel. » (AC vii)

### Comparaison avec d'autres structures
L'ordinariat personnel créé par la constitution apostolique se calque sur le modèle des ordinariats militaires, destinés au bien spirituel des forces armées, en ceci que le rattachement des fidèles se fait sur une base personnelle (et non territoriale). Il s'en distingue cependant par de nombreux points, comme on peut le constater en comparant la constitution apostolique Anglicanorum coetibus avec la constitution apostolique Spirituali militum cura du 21 avril 1986, par laquelle le pape Jean-Paul II restructurait les vicairiats aux armées. Pour ne citer que les différences : l'ordinaire aux armées est nécessairement un évêque, et l'on ne prévoit pas un « conseil de gouvernement », comme pour les ordinariats dans cette nouvelle constitution.
L'ordinariat personnel pour les ex-anglicans diffère également des prélatures personnelles constituées suivant le canon 294. De telles prélatures personnelles comprennent des prêtres et des diacres, mais ne peuvent inclure des fidèles laïcs, quand bien même (suivant le canon 296) ils se seraient formellement  engagés à collaborer à cette organisation. Au contraire, le listing des adhérents d'un ordinariat personnel, pour les ex-anglicans, « est composé des fidèles laïcs, des clercs et des membres d’instituts de vie consacrée et de sociétés de vie apostolique, qui appartenaient à l’origine à la Communion anglicane et qui sont désormais en pleine communion avec l’Église catholique, ainsi que de tous ceux qui reçoivent les sacrements de l’initiation dans la juridiction de l’ordinariat. » (AC i§4)

## Intégration des membres du clergé anglican
L'Église catholique ne reconnaît pas la validité de l'ordination anglicane (voir la bulle apostolique Apostolicae curae du pape Léon XIII). De ce fait, les membres du clergé anglican qui rejoignent l'Église catholique doivent être ordonnés dans le catholicisme s'ils veulent continuer leur activité ecclésiale : « Ceux qui, comme anglicans, exerçaient un ministère de diacre, de prêtre ou d’évêque […] peuvent être acceptés par l’ordinaire comme candidats aux ordres dans l’Église catholique. » (AC vi§1)

### Dispositions concernant les prêtres
L'ordination comme prêtre catholique est même ouverte aux hommes mariés : « Compte tenu de la tradition ecclésiale et de la pratique anglicane, l'ordinaire peut adresser au Saint-Père une demande visant à admettre un homme marié à la prêtrise » (Normes complémentaires, 6§1, cf AC vi§2). Cette faculté n'est accordée qu'au cas par cas (CA vi§2), après un discernement fondé sur des critères objectifs et sur les besoins de l'ordinariat (Normes complémentaires, 6§1), et non de plein droit mais à titre exceptionnel : « Les normes posées par la lettre encyclique du pape Paul VI Sacerdotalis coelibatus n. 42, et dans la déclaration In June, devront être observées » (Normes complémentaires, 6§1). Le premier de ces documents indique que « tout en confirmant la loi qui réclame de ceux qui accèdent aux Ordres sacrés le choix libre du célibat perpétuel, on pourra par ailleurs examiner les conditions spéciales des ministres sacrés mariés, qui appartiennent à des Églises ou communautés chrétiennes encore séparées de la communion catholique, et qui, désirant adhérer à la plénitude de cette communion et y exercer leur ministère, sont admis aux fonctions sacerdotales. On examinera leur situation de manière à ne pas porter pour autant préjudice à la discipline actuelle en matière de célibat. » Le second précise qu'« en acceptant l'accès à la prêtrise catholique de membres mariés du clergé épiscopal, le Saint-Siège a précisé que cette exception à la discipline du célibat est accordée en faveur de ces personnes à titre individuel, et ne doit pas être comprise comme signifiant un quelconque changement dans la conviction de l'Église quant à la valeur du célibat des prêtres, qui restera la règle pour les futurs candidats à la prêtrise issus de cette communauté. »
Les Normes complémentaires excluent explicitement dans deux cas l'accès à la prêtrise catholique de personnes mariées : des personnes qui auraient déjà été ordonnées dans l'Église catholique avant de devenir anglicanes et de se marier ; et ceux dont la situation matrimoniale est irrégulière eu égard aux normes catholiques (Normes complémentaires, 6§2). La constitution apostolique exclut plus généralement de la prêtrise ceux qui seraient « empêchés par des irrégularités ou par d’autres empêchements », une restriction dont la portée est précisée par la section du code de droit canonique intitulée Les irrégularités et autres empêchements, citée en référence.

### Dispositions particulières pour les évêques anglicans
L'ordination d'hommes mariés comme évêques est exclue dans la tradition catholique et orthodoxe, mais le Saint-Siège est allé très loin pour tenir compte de la situation des évêques anglicans mariés.
Un ancien évêque anglican marié peut être ordonné prêtre catholique. Tout ancien évêque anglican membre d'un ordinariat peut être invité à participer à la conférence épiscopale dont il relève, avec le statut d'un évêque émérite (Normes complémentaires, 11§3). De plus, un ancien évêque anglican qui n'a pas été consacré évêque catholique peut néanmoins demander au Saint-Siège l'autorisation d'utiliser les insignes épiscopaux.
Mais en tant que simples prêtres, ils peuvent être choisis comme ordinaires (Normes complémentaires, 11§1), ce qui leur permettrait de rester au service de leur communauté.

## Mise en œuvre
Le 15 février 2010, le groupe Forward in Faith Australie et la Communion anglicane traditionnelle dont est membre l'Église anglicane  catholique d'Australie annoncent leur souhait d'intégrer un ordinariat pour rassembler les fidèles qui souhaitent rejoindre l'Église catholique, sous la supervision de l'évêque catholique Peter Elliott, évêque auxiliaire de Melbourne.
En Angleterre, après une journée de prière et de réflexion à l'occasion de la fête de la chaire de saint Pierre, le groupe Forward in Faith annonce la création des amis de l'ordinariat pour renseigner et coordonner les personnes intéressées par cette initiative.
Le 8 novembre 2010, l'évêque, John Broadhurst président de Forward in Faith, ainsi que quatre autres évêques anglo-catholiques, annoncent leur démission de l'Église d'Angleterre en vue d'entrer en pleine communion avec Rome et de rejoindre le futur ordinariat d'Angleterre et du pays de Galles. 
Le premier ordinariat est érigé le 15 janvier 2011 pour l'Angleterre et le pays de Galles, sous le nom d'« ordinariat personnel Notre-Dame-de-Walsingham ». Il est placé sous le patronage de John Henry Newman, lui-même anglican converti au catholicisme, et qui avait été béatifié par le pape Benoît XVI l'année précédente. Les trois premiers membres, chargés d'organiser l'arrivée des suivants, en sont trois anciens évêques anglicans : John Broadhurst, Andrew Burnham et Keith Newton, trois hommes mariés. Les trois hommes, qui sont entrés en pleine communion avec l'Église catholique le 1er janvier précédent, sont ordonnés prêtres catholiques le jour même de l'érection de l'ordinariat. C'est le plus jeune des trois, Keith Newton, qui est nommé ordinaire, c'est-à-dire responsable de la nouvelle structure.
En novembre 2011, le cardinal Wuerl annonce l'érection d'un second ordinariat, cette fois aux États-Unis, pour le 1er janvier suivant. Il indique que 67 prêtres épiscopaliens ont demandé à intégrer cette structure et que deux paroisses ont d'ores et déjà été reçues au sein de l'Église catholique au titre de l'ordinariat, en anticipation de sa création,.
L'ordinariat pour les États-Unis est effectivement érigé le 1er janvier 2012, sous le nom d'ordinariat personnel Chaire-de-Saint-Pierre. L'ancien évêque épiscopalien du Rio Grande, Jeffrey Steenson, est nommé à sa tête. Il s'agit là aussi d'un homme marié, qui avait été ordonné prêtre catholique en 2009. Un troisième ordinariat existe pour l'Australie.